# スター・ウォーズの登場兵器一覧
スター・ウォーズの登場兵器一覧（スター・ウォーズのとうじょうへいきいちらん）は、『スター・ウォーズシリーズ』に登場する乗り物系兵器（メカ）の一覧である。
ただし、すべてを網羅するものではなく、銃砲等の人が乗らない武器は含まない。
コミックなどの拡張設定に登場するメカには「※」が付いている。

## 銀河共和国

### 宇宙戦艦
- アクラメーター級宇宙軍事用強襲艦（Acclamator）- 共和国強襲艦
- スター・デストロイヤー (Star Destroyer)
  - ヴィクトリー級スター・デストロイヤー (Victory-class Star Destoryer) ※
  - ヴェネター級スター・デストロイヤー (Venator-class Star Destroyer)
  - テクター級スター・デストロイヤー (Tector-class Star Destroyer)
- ドレッドノート級ヘヴィ・クルーザー (Dreadnaught-class heavy cruiser)
- キャラック級ライト・クルーザー (Carrack-class light cruider)
- カンサラー級クルーザー (Consular-class cruiser)
- ヴァリアント級クルーザー (Valiant-class cruiser)
- アークワイテンズ級ライト・クルーザー (Arquitens-class light cruiser)
- ランドエクリプティック級フリゲート (Rand Ecliptic-class frigate)
- スランタ級リパブリック・コルヴェット (Thranta-class Republic Corvette)
- ステルス・シップ (stealth ship)

### 小型機
- 低空強襲トランスポート（Low Altitude Assult Transport）
通称はリパブリック・アタック・ガンシップ(Republic Attack Gunship)。クローン・トルーパーが搭乗する多目的航空機で、対地攻撃や兵員輸送に効果を発揮した。全長17.4m、全幅17mで、高速機動性に優れ、またホバリングや急上昇などが可能であるため、前線への兵力の展開に用いられる。バリエーションとして、クローン・トルーパーを展開する「低空強襲トランスポート/兵員用(LAAT/i)」、AT-TEウォーカーを空輸する｢低空強襲トランスポート/貨物用(LAAT/c)｣等が存在する。特別に教育されたクローン・トルーパーによって操縦されるが、彼らは指揮系統が高速・短期制圧に特化して簡略化された指揮系統であるため、地上部隊との連携性が高い。武装はミサイルとブラスターを備え、また兵員輸送時には輸送中の兵員が携行している火器によっても対地攻撃が可能である。パイロットのクローン・トルーパーはヘルメットカラーが黄色で、ヘルメットのデザインも異なる。

### スターファイター（宇宙戦闘機）
- ジェダイ・スターファイター（Jedi starfighter）
型番上はDelta-7 Aethersprite Interceptorが正式名称である。
- アドバンスト・ジェダイ・スターファイター（Advanced Jedi starfighter）
型番上はEta-2 Actis Interceptorが正式名称であり、また俗称も上の名称が使われたり、ただのジェダイ・スターファイターで呼ばれたり、またはジェダイ・インターセプター（Jedi Interceptor）と呼ばれたりすることもある。
- ARC-170 スターファイター（ARC-170 starfighter）
全長14.5メートル。交差分割翼が特徴の、攻撃型偵察宇宙戦闘機。
- Vウィング スターファイター　(V-WING starfighter)
型番上はアルファ-7 ニンバスが正式名称である。全長7.9メートル。回転式レーザー砲塔を備える支援戦闘機。

### 地上兵器
- AT-TE (All Terrain Tactical Enforcer)
- SPHA-T (Self Propelled Heavy Artillery - Turbolaser)
- AT-AP (All Terrain Attack Pod)
- AT-OT (All Terrain Open Transport)
- AT-RT (All Terrain Recon Transport)
- クローン・ターボ・タンク (Clone Turbo Tank)
正式名称はHAVw A6 ジャガーノート。全長49.4メートル。10の車輪を持つ。共和国グランド・アーミーが採用した車輪式トランスポートであり、重武装かつ重装甲だったが、移動速度は比較的遅かった。12名のクルーによって運用され、最大300名のクローン・トルーパーを輸送できた。この重戦車は超伝導アーマーによって敵のエネルギー弾を吸収、消滅させることが可能な一方、対人レーザー砲や実体弾発射装置を備え対ドロイド戦に大きな成果をもたらした。また、後部にもコクピットがあり、進行方向を簡単に逆転できるという特徴も持つ。この重戦車は銀河内戦時も銀河帝国軍によってホスの戦い等で使用されている。この装甲車は、当初は『帝国の逆襲』に登場したAT-ATの初期案であり、『ジョージ・ルーカスの大博物館』（秦新二編著、文藝春秋）53ページには、イメージ・スケッチが掲載されている。

### その他
- スペース・ガンシップ (Space gunship)

## 独立星系連合

### 宇宙戦艦
- ルフレハルク級バトルシップ/ドロイド司令船 (Trade Federation cruiser)
- ダイアモンド級クルーザー (Diamond-class cruiser)
- テクノ・ユニオン輸送船 (Techno Union Transport)
- コマース・ギルド支援船 (Commerce Guild support ship)
- 銀行グループ・フリゲート (Banking Clan frigate)
- ジオノーシアン・ソーラー・セーラー (Geonosian solar sailer)
- サブジュゲーター級重クルーザー
  - マレヴォランス

- プロヴィデンス級キャリアー/デストロイヤー

別名は分離主義勢力ドレッドノート（Separatist dreadnought）。自由ダック義勇工兵隊製。
独立星系連合の主力艦。後のモン・カラマリ・スター・クルーザーに通じる曲線を多用し丸みを帯びた船体をしており、船体前部に艦橋を、船体尾部に指揮所を設けたタワーを備えている。重装甲と大火力を併せ持つ艦で、共和国側のスター・デストロイヤーとも渡り合うことが出来た。
最大の特徴として、モジュラー・コンパートメントを船体に取り入れている点が挙げられる。これにより比較的簡単に船体を修理することが可能だった他、装備を容易に換装することによって様々な任務への対応を可能としていた。
- インヴィジブル・ハンド

- インヴィンシブル

### ドロイド・スターファイター（宇宙戦闘機）
機体そのものがドロイドである無人の自律兵器。

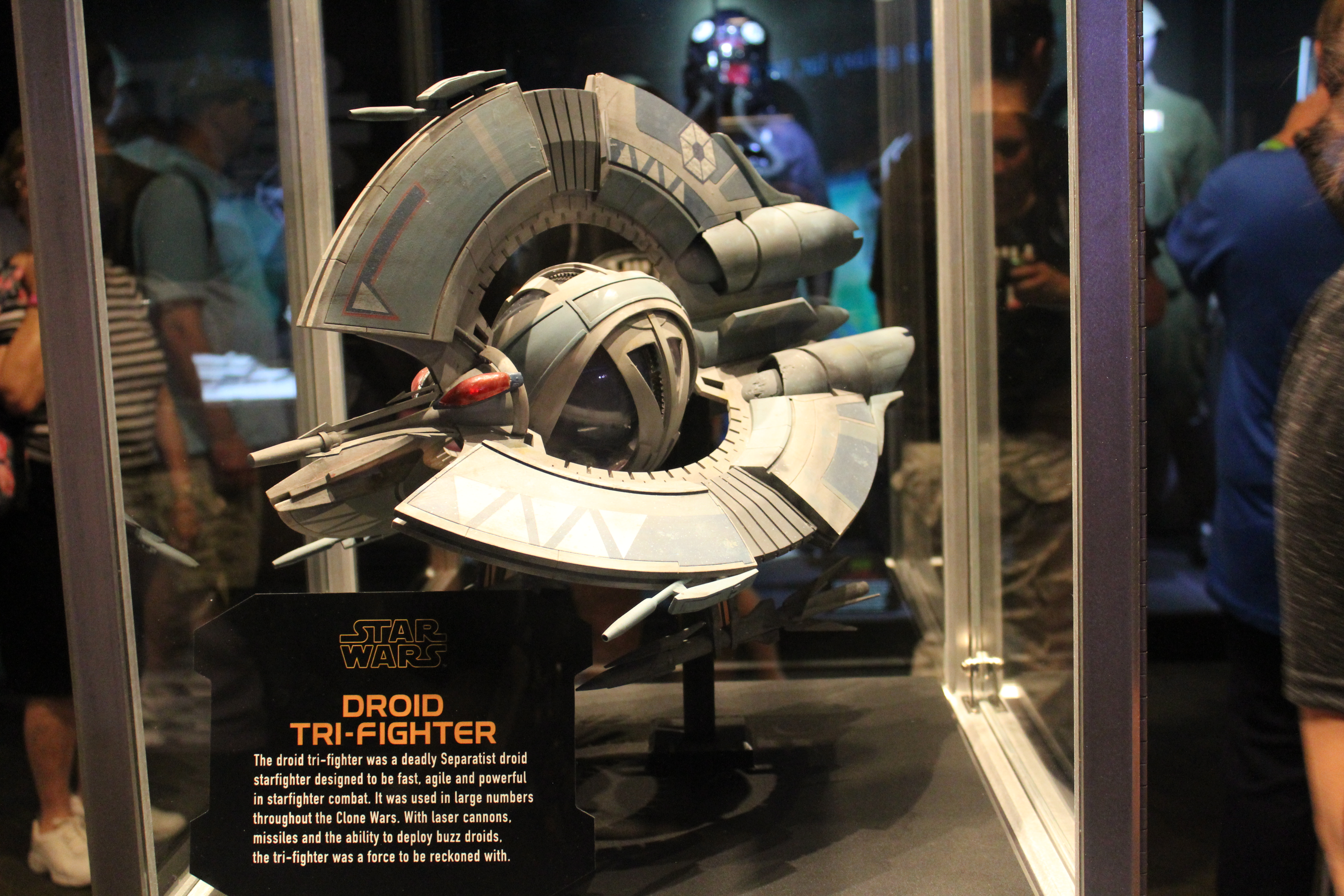
ウォルト・ディズニー・ワールド・リゾートにあるドロイド・トライ＝ファイターの展示模型

- ドロイド・トライ＝ファイター (Droid tri-fighter)
- ヴァルチャー級スターファイター (Vulture-class starfighter)
- ハイエナ級ボマー (Hyena-class bomber)

## 通商連合

### 宇宙戦艦
- ルクレハルク級バトルシップ（Lucrehulk-class Battleship）
別名：通商連合バトルシップ（Trade Federation battleship）。ホアシュ＝ケッセル・ドライブ社製。
ルクレハルク級LH-3210貨物船を改装した大型宇宙戦艦。艦載機や上陸船用のハンガーベイを有する欠けたドーナツのような形状をした主船体と、いわゆる「ドーナツの穴」の中に配される艦橋や動力炉を収めた「コア・パーツ」から構成される。クワッド・ターボレーザー砲塔を多数装備し、強力なシールドにより並の宇宙戦闘機の攻撃は寄せ付けないが、ターボレーザー砲塔の射角が狭い弱点があり、その際は艦載機のドロイド・スターファイターの支援が欠かせない。なおターボレーザー砲塔は格納式であり、通常の貨物船としても使用することができる。
レジェンズでは通商連合は保有するルクレハルク級LH-3210貨物船の内10～35％をこの艦に改装したとされている。

- ルクレハルク級ドロイド司令船（Lucrehulk-class Droid Control Ship）
別名：通商連合ドロイド司令船（Trade Federation Droid Control Ship）。ホアシュ＝ケッセル・ドライブ社製。
ルクレハルク級バトルシップの派生型。「ドロイド司令船」の名の通りルクレハルク級にドロイド管制能力を付与したもので、ドロイド管制用コンピューターとコマンド送信用の通信タワー、ドロイドからの情報を受信する16基の受信装置を追加装備している他、管制用装備へのエネルギー供給のため反応炉が追加されている。しかし追加装備された反応炉はハンガー・ベイの脇に無防備に設置されており、主反応炉と相互接続されていたため、もし破壊されれば致命的な損傷を被るという欠点を造ることとなった。

- 通商連合コア・シップ（Trade Federation Core Ship）
ホアシュ＝ケッセル・ドライブ社製。
ルクレハルク級のコア・パーツを分離可能としたもの。これにより主船体を宇宙空間に待機させたまま乗員や兵員を惑星の地表に降下させることが可能であり、その場合は荷卸しや整備を行うために作られた地上の専用格納庫に収容される。その役割上原則として軌道上に待機している主船体と地上との往復を行うだけであり、推進機関もイオン・エンジンとリパルサーリフトと軌道上との往復ができる最低限のものを装備している。

- C-9979着陸船（C-9979 landing craft）
別名：通商連合上陸船（Trade Federation Landing Ship）。ハオア・チョール・エンジニアリング社製。
上下から見ると巨大なH型のシルエットをした重装甲輸送船。長い2つの翼と特徴的な荷役タラップを有しており、翼部分はドッキングと収容を容易にするため取り外すことが可能。飛行時はテンソル・フィールド発生装置によって翼と機体全体の一体化を図る他、巨大リパルサーリフト装置によって自重による機体のたわみを防いでいる。

### スターファイター（宇宙戦闘機）
- 通商連合ドロイド・スターファイター（Trade Federation Droid Starfighter）

### 地上兵器
- 通商連合AAT（Trade Federation Armored Attack Tank）
- 通商連合MTT（Trade Federation Multi-Troop）
- スタップ（Single Trooper Aerial Platform）
B1バトルドロイドが使用するよう設計された、リパルサーリフト偵察機。機動力に優れており、主に偵察任務に使用されている。ツインブラスターが装備されており戦闘も可能だが、軽装甲で乗員がむき出しの為、防御力は皆無である。

### その他
- ニモイディアン・シャトル（Neimoidian Shuttle）

## 反乱同盟（新共和国含む）

### スターファイター（宇宙戦闘機）
- Aウイング スターファイター（A-wing）
- Bウイング スターファイター（B-wing）
- Eウイング スターファイター（E-wing）※
- Kウイング スターファイター（K-wing）※
- Tウイング スターファイター（T-wing）※

- Uウイング スターファイター（U-wing）
ローグ・ワンにて初登場。小隊程度の兵員を戦場に輸送する能力がある。可変前進翼を持ち、翼を前方にたたんだ状態で、機体上方から見るとU字状になるのが呼称の由来である。
- Vウイング エアスピーダー（V-wing）※
- Xウイング スターファイター（X-wing）
- Yウイング スターファイター（Y-wing）
- Z-95 ヘッドハンター（Z-95 Headhunter） ※
Xウィングの前身とも言え、デザイン的にそれに似た直線単翼に二連ブラスターを備えた戦闘機だが、旧三部作の時点でもほとんど使用されない旧型になり、映画そのものには登場しない。TVアニメ「クローンウォーズ」で共和国軍の機体として映像化された。

### 宇宙戦艦
- コレリアン・コルベット（英語版）（Corellian Corvette）
- ネブロンB級エスコート・フリゲート（Nebulon-B Frigate）
- モン・カラマリ・スター・クルーザー（Mon Calamari Star Cruiser）
反乱同盟軍のために作られた大型戦艦。帝国軍のスター・デストロイヤーに唯一対抗可能な同盟軍随一の大型艦で、スカリフやエンドアでの戦いでは艦隊の主力艦として参戦し第2デス・スターの破壊に貢献する。建造したのは惑星モン・カラのモン・カラマリという種族であり、この艦のOSのインターフェースは、カラマリ人にしか運用できない独自の仕様で、船の操艦や運用なども彼らにしか出来ない。このこともあってカラマリ人のアクバー提督やラダス提督が同盟軍艦隊の総司令官を務めている。ただし一部の艦艇はカラマリ人以外の種族でも操縦が可能なシステムを採用している。
この船はスカリフの戦いに参加した｢プロファンディティ｣などのMC-75スター・クルーザーとエンドアの戦いに参加した｢ホーム・ワン｣や｢リバティ｣などのMC-80スター・クルーザーに大別される。また、新共和国の時代にはMC-85スター・クルーザー（後述）も建造されている。
惑星モン・カラが銀河帝国の攻撃を受けリー＝チャー王が拘束された時、カラマリ人達は惑星の都市全体を巨大な宇宙船へと改装したシティ＝シップを発進させ、アクバーやラダスの主導により多くの住民がこの惑星を脱出した。
その後、このシティ＝シップはカラマリが同盟軍へと参加する際に提供され、戦闘艦へと改装された。そのため、モン・カラマリ・クルーザーの船体はそれぞれが異なる形状をしている。船の全長約1200メートルと、帝国軍の主力艦であるインペリアル級スター・デストロイヤーよりもやや小型だが動きは素早く、シールド発生装置も分散されて搭載されているため、帝国軍の戦艦のように発生装置が1つ破壊されただけではシールドが完全に消えることはない。さらに約120機の戦闘機を搭載することも可能である。
エンドアの戦いで、同盟軍艦隊の旗艦となった「ホーム・ワン」は最初に完成したクルーザーであり、同盟軍総司令部として永く運用されて来た。この戦いでは他のカラマリクルーザーも参戦していたが、「リバティ」や「モン・レモンダ」を初めとする多くの艦船は、第2デス・スターのスーパーレーザーによって破壊されるが、「ラダス」に代表されるMC-85スター・クルーザーが後継艦となった。
- スフィルナ級ハンマーヘッド・コルベット(Sfilna-class hammerhead corvette) 
反乱同盟軍のコルベット。特徴は縦向きのハンマーのような頑丈な艦首である。スカリフの戦いでは反乱軍艦隊司令官のラダス提督の発案でYウイングのイオン魚雷により動きを封じられたインペリアル級スター・デストロイヤーにこの艦首を押し当て、「亜光速スラスター」の出力を全開にしてインペリアル級を強制的に左に回頭させて左舷側にいたもう1隻のスター・デストロイヤーの艦橋基部に激突させ、そのまま削ぎ取るように押し続け、2隻を一度に轟沈した。また、「スカイウォーカーの夜明け」でも窮地に陥ったレジスタンスの援護に来た民間船の艦隊にも参加。
- スター・デストロイヤー（Star Destroyer）
  - ネビュラ級新共和国スターデストロイヤー (Nebula-class Star Destroyer)
  - リパブリック級スター・デストロイヤー (Republic-class Star Destroyer)
  - リジュヴェネイター級スター・デストロイヤー (Rejuvenator-class Star Destroyer)
  - ヴィクトリー級スター・デストロイヤー (Victory-class Star Destroyer)
  - インペリアル級スター・デストロイヤー (Imperial-class Star Destroyer)
- スーパー・スター・デストロイヤー（Super Star Destroyer）
  - エグゼキューター級スーパー・スター・デストロイヤー (Executor-Class Super Star Destroyer) ※

### その他
- ミレニアム・ファルコン（Millennium Falcon）
- スノースピーダー (Snowspeeder)
- エアスピーダー（Airspeeder）
- ボサン・アサルトクルーザー
- ブロッケード・ランナー
- ゴースト（『反乱者たち』より）
- ファントム（『反乱者たち』より）

## 銀河帝国

### スターファイター（宇宙戦闘機）
- TIEファイター（TIE Fighter）
- TIEインターセプター（TIE Interceptor）
- TIEボマー（TIE Bomber）
- TIEアドバンスドx1（TIE Advanced x1）
- TIEハンター（TIE Hunter）※
- TIEアヴェンジャー（TIE Avenger）※
- スキップレイ・ブラストボート（Skipray Blastboat）※
- TIEアドバンスド・プロトタイプ（TIE Advanced v1)
- TIEストライカー（TIE straikar）
- TIEディフェンダー（『反乱者たち』より・ただし初出はレジェンズの作品）

### 宇宙要塞
- デス・スター（Death Star）

### 宇宙戦艦
- スター・デストロイヤー (Star Destroyer)
  - グラディエイター級スター・デストロイヤー (Gladiator-class Star Destroyer)
  - ハロウ級スター・デストロイヤー (Harrow-class Star Destroyer)
  - ヴァイスロイ級スター・デストロイヤー (Viceroy-class Star Destroyer)
  - インペリアル級スター・デストロイヤー (Imperial-class Star Destroyer)
  - テクター級スター・デストロイヤー (Tector-class Star Destroyer)
- スーパー・スター・デストロイヤー（Super Star Destroyer）
  - アレジャンス級スーパー・スター・デストロイヤー (Allegiance-Class Super Star Destroyer)
  - エグゼキューター級スーパー・スター・デストロイヤー(Executor-Class Super Star Destroyer)
  - エクリプス級スーパー・スター・デストロイヤー（Eclipse Star Destroyer）※
- ヴィンディケーター級ヘビー・クルーザー (Vindicator-class heavy cruiser)
- インモビライザー418級ヘビー・クルーザー/一般的には「インターディクター」と呼称 (Immobilizer 418-class heavy cruiser / Interdictor-class cruiser)
- ストライク級ミディアム・クルーザー (Strike-class medium cruiser)
- ヴァイヨネット級ライト・クルーザー (Bayonet-class light cruiser)
- エンフォーサー級ピケット・クルーザー (Enforcer-class picket cruiser)
- ブロードサイド級クルーザー (Broadside-class cruiser)
- スター・ガレオン級フリゲート (Star Galleon-class frigate)

### 地上兵器
- AT-AT（全地形対応装甲トランスポート）
- AT-ST（全地形対応偵察トランスポート）
- AT-MP（全地形対応ミサイル・プラットフォーム）
- AT-PT ※
- AT-DP（全地形対応防衛ポッド）
- AT-DT (All Terrain Defense Turret)
- TX-225 "オキュパイア"武闘強襲用戦車

### その他
- ラムダ級T-4cシャトル（Lambda Class T-4c Shuttle）
帝国の高官が使用するサイナー・フリート・システムズ社製のシャトル。旧三部作では皇帝やベイダー、ローグワンではクレニック長官が使用した。
- シータ級T-2cシャトル (Theta Class T-2c Shuttle)
- デルタ級T-3cシャトル (Delta Class T-3c Shuttle)
- センチネル級シャトル
ラムダ級シャトルを改造し、乗員スペースを拡張した機種。54人の兵員と6台のスピーダー・バイクを収容可能。劇中では、エピソード4（特別編）で、R2-D2とC-3POを捜索するシーンでタトゥイーン上空を飛行している。
- 614-AvAスピーダー・バイク（英語版）
アラテック・リパルサー社製のスピーダー・バイク。先端にブラスター砲を2門備えている。

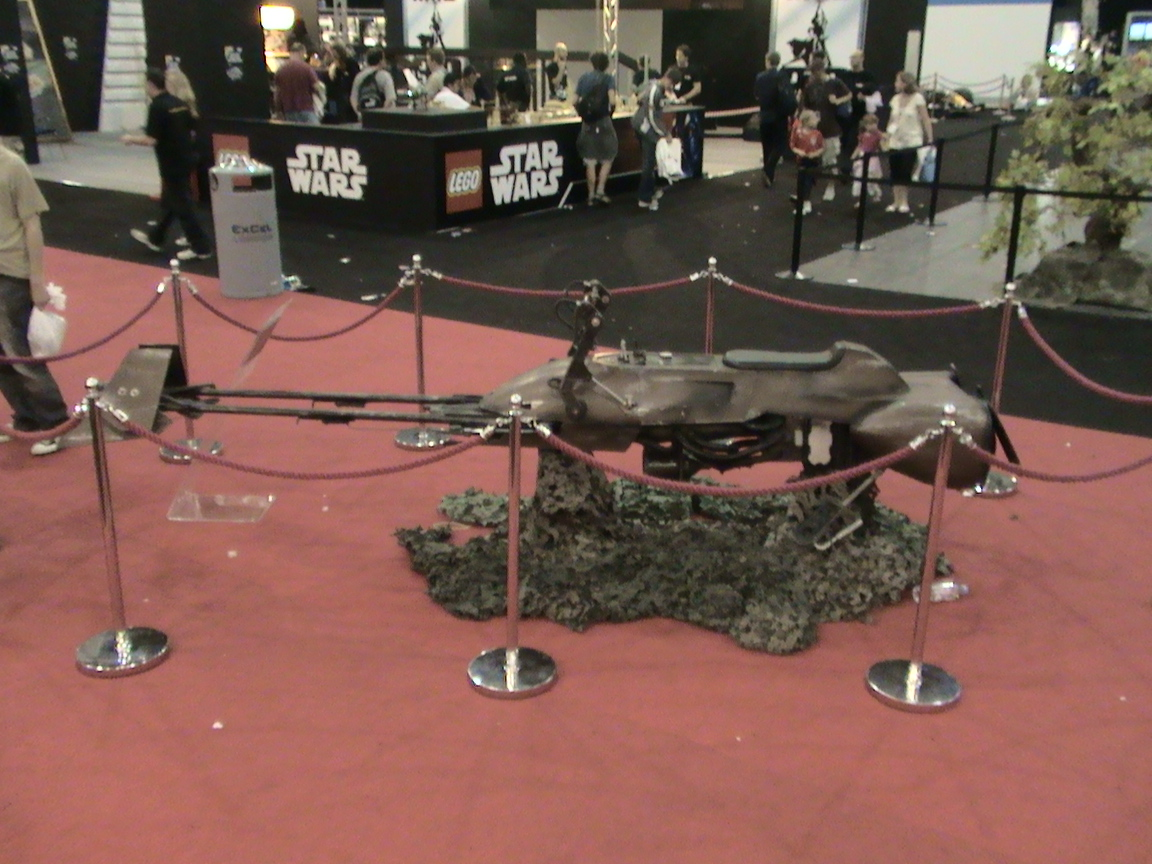
スター・ウォーズ セレブレーション2007で展示された74-Zスピーダー・バイク

- 74-Zスピーダー・バイク（74-Z speeder bike）
アラテック・リパルサー社製のスピーダー・バイク。614-AvAスピーダー・バイクに代わって帝国軍に採用された。EP6『ジェダイの帰還』に登場。最高速度は時速500キロにも達する。先端にブラスター砲を備えている。
- ゴザンティ級クルーザー
かなり古くから製造されていた為スターウォーズシリーズでは「反乱者たち」に出てくる他、エピソード1、アニメ「クローン・ウォーズ」などに登場。
独立星系連合、ブラック・サンなどの様々な派閥が使用している。凡庸性の高いクルーザー。帝国軍では、下腹部にAT-ATなどのウォーカー、TIEシリーズを装着し運搬するなどが役割であった。
旧三部作には一切登場しないものの、ゲーム『バトルフロント2』では運搬中のゴザンティ級が登場した。
- アークワイデンス級司令クルーザー
帝国軍が使用した通信船、司令船。
クローン大戦中、共和国軍が使用したアークワイデンス級軽クルーザーの改良版である。外見はインペリアル級スターデストロイヤーに似ているが、後方に3基のエンジンがついているのが特徴。
真ん中の窪みに3機のTIE・ファイターやセンチネル級シャトルをドッキングできる。
また、船体の前方に弾薬庫が存在するため、アニメ「反乱者たち」では、ここに向かって改造したTIE・ボマーをぶつけられた後爆破、これによって弾薬に引火し轟沈している艦が存在する。
単独で行動することもあるが、インペリアル級スターデストロイヤー、ゴザンティ級クルーザーと共に艦隊として、行動することもある。
銀河帝国の晩年まで使用された。

## その他の勢力

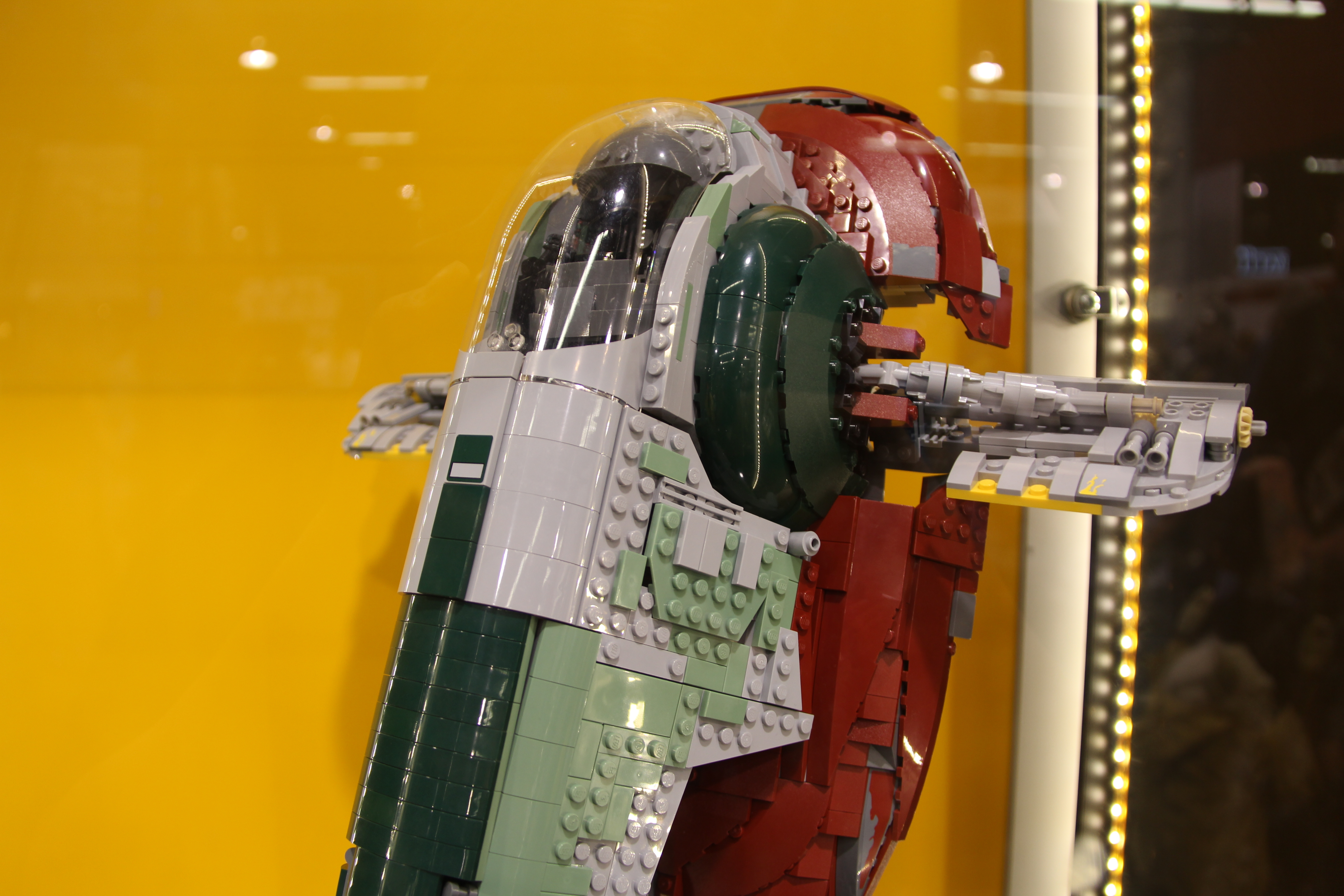
レゴのスレーブI

- スレーブI（Slave I）
ジャンゴ・フェットの所有船。ジャンゴ死亡後はクローンにして息子であるボバ・フェットが使用している。タトゥイーンに移動し、ボバがサルラックの大穴に落ちた後は共和国軍に鹵獲され、惑星グラクィンにて保管されるが、生き残っていたボバに奪取され、再び彼の愛機となる。ミレニアム・ファルコンとの戦いで大破した後、惑星ガナサンのデブリ・ベルトの中で消息不明となった。
全長21.5メートル。ファイアスプレー級パトロール船（旧型多用途船）をもとに徹底的な改造を施し、外観を除き全く別の船となっている。内部は雑多なシステムが無秩序に搭載されており、居住スペースはほとんどない（寝台と調理器具、シャワールームがあるのみ）。また、バウンティハンターとして求める性能を追求した結果、ペイロードもほぼなくなった（賞金首を拘束する小部屋と生活物資を搭載する小さなスペースのみ）。
- スレーブII（Slave II）
ボバ・フェットが所有していたスレーブIの代用船。スレーブIが共和国軍に接収されていた間はこちらを使用していた。スレーブIに勝るとも劣らない戦闘力を有し、ミレニアム・ファルコンを窮地に陥れたこともある。
全長22メートル。バスーア級哨戒艇を違法改造したもので、ペイロードの少なさもスレーブIに匹敵する。
- サンドクローラー（Sandcrawler）
直訳すると「砂漠の芋虫」となる、巨大で奇妙な名前の乗り物は、元来惑星開拓用に開発された鉱物資源採掘に使用される移動基地である。巨大なキャタピラで移動するが、その動力は核融合エンジンからの熱エネルギーによる蒸気エンジンで、時速30kmほど。全長は37m程で高さ20mと、標準的な建物並の大きさで収容人数は300名である。強固な外装と高性能のセンサーを持ち、多少の衝撃には動じない頑丈な構造である。
タトゥイーンで廃品回収業を生業とするジャワズと不可分の関係にある。サンドクローラーは元々タトゥイーン開拓を志した入植民によって持ち込まれたが、彼らが鉱山資源の少なさからタトゥイーンを立ち去る際に遺棄されたものを原住民であるジャワズ（ジャワ族）が、サンドピープルから身を守るために利用し始めた。基本的に一つのサンドクローラーには1つのジャワズが氏族単位で住み、多数の氏族が多数のサンドクローラーでタトゥイーン全土を移動している。
- レイバード・ファイター（Preybird Fighter）※
- ナブーN-1・スターファイター（Naboo N-1 starfighter）
- YT-1300 コレリアン・トランスポート（YT-1300 Corellian Transport）
- YT-2000 コレリアン・トランスポート（YT-2000 Corellian Transport）※
- YT-2400 コレリアン・トランスポート（YT-2400 Corellian Transport）※
- インターセプター級フリゲート （Interceptor-class frigate）※

## レジスタンス

### スターファイター
- T-70 Xウイング・ファイター
- RZ-2 Aウイング・スターファイター
- MG-100 スターフォートレスSF-17
- V-4X-D スキー・スピーダー（反乱同盟軍のものを再利用）

### 艦船
- MC85スター・クルーザー
新共和国が使用していたクルーザー。反乱同盟軍時代のモン・カラマリ・スター・クルーザーと比較すると操縦システムに改良を施されており、モン・カラマリ以外の種族でも運用が可能となっている。
エピソード8、9に登場、エピソード8でレジスタンスが使用していたレイア姫の旗艦「ラダス」がこの級種である。
- ネビュロンCエスコート・フリゲート
レジスタンスが病院船として、使用したフリゲート。
ネビュロンBエスコートフリゲートと外見が酷似している。
エピソード8に登場した「アノダイン」がこの級艦。アノダインはもともとスクラップ置き場にあったものを再利用したものであったが、スプレマシーによるレジスタンス艦隊攻撃の際、燃料が尽きたことにより、機能停止。ファースト・オーダーの攻撃を受け破壊された。
エピソード9のエクセゴルの戦いにもこの級艦が複数参戦した。
- フリー・ヴァージリア級バンカーバスター
レジスタンス軍がファースト・オーダーに対して使用したコルベット。
船体の中央付近に強化された爆弾を搭載することができた。
ラダスに乗っていたレジスタンスの上層部のほぼ全員が戦死しレイア姫が昏睡状態になった際、レジスタンスの指揮をとったアミリン・ホルド中将はもともと、この級艦である「ニンカ」に乗船していた。ホルドがラダスに移った後、「ニンカ」はスプレマシーにより破壊される。
- ヴァクビオア級貨物フリゲート
レジスタンスが物資や兵員の輸送に使用した船。エピソード8に登場する「ヴィジル」がこの級艦。
- ミレニアム・ファルコン（アンカー・プラットから奪取）

## ファースト・オーダー

### 宇宙戦艦・航空機
- リサージェント級スター・デストロイヤー
  - ファイナライザー
  - レトリビューション
  - ステッドファスト
- マンデイターIV級シージ・ドレッドノート
  - フルミナトリックス
- メガ級スーパー・スター・デストロイヤー
  - スプレマシー
- TIE/fo宇宙特化型戦闘機/ファースト・オーダーTIEファイター
- TIE/sf宇宙特化型戦闘機/ファースト・オーダー特殊部隊用TIEファイター
- TIE/vn宇宙特化型戦闘機/TIEサイレンサー
- ユプシロン級コマンド・シャトル
- クサイ級シャトル

### 地上用兵器
- AT-M6（全地形対応メガキャリバー6）
- ファースト・オーダーのAT-ATウォーカー
- ファースト・オーダーのAT-STウォーカー

### その他
- スターキラー基地
- スーパライザ・シージキャノン（劇中では｢バッタリング・ラム・キャノン｣と呼称）

## その他（フォースの覚醒）
- レイのスピーダー
- エラヴァナ